# Mausoleo de Gala Placidia
El Mausoleo de Gala Placidia en Rávena (Italia) es un célebre enterramiento monumental de la hermana del emperador Honorio, Gala Placidia. Construido entre 425 y 450, es una de las ocho estructuras de Rávena inscritas en la lista del Patrimonio de la Humanidad en 1996. Más que por su arquitectura, este monumento es mundialmente famoso por sus suntuosos mosaicos, los más antiguos de la villa. Ellos marcan la transición entre el arte paleocristiano y el bizantino. Como señalaron los expertos de la Unesco, «es el más antiguo y mejor conservado de todos los monumentos con mosaicos, y al mismo tiempo uno de los más perfectos artísticamente».

## Arquitectura
El mausoleo tiene planta con forma de cruz griega, siendo la nave principal más larga que el transepto. La edificación estaba adosada al nártex de la desaparecida Iglesia de la Santa Cruz. Es un edificio de carácter funerario, aunque también posee carácter martirial, porque más tarde se dedicó a San Lorenzo.
En cuanto a su apariencia exterior, presenta un aspecto muy clásico: fábrica de ladrillo y piedra unidos por argamasa. El edificio posee arcos ciegos al exterior, y un tejado cubierto de tégula plana vertiendo a cuatro aguas en el cuerpo central y a dos aguas en los laterales. 
Sus grandes novedades se aprecian en el interior y en la forma de la planta: su crucero se cierra con una cúpula vaída no trasdosada, y con bóvedas de cañón en los laterales. Las paredes están decoradas con ricos mosaicos. La cúpula también está cubierta por mosaicos, representando a ocho de los apóstoles y figuras simbólicas de palomas bebiendo de una vasija. Los otros cuatro apóstoles están representados en las bóvedas de la nave transversal; sobre la puerta hay una representación «Pastoral celeste», esto es, de Jesucristo como el Buen Pastor, joven, sin barba, con cabello ondulante, y rodeado de ovejas; en el lado opuesto, hay un tema que se interpreta como la representación de San Lorenzo. Paneles delgados y traslúcidos de piedra permiten que pase la luz a la estructura a través de las ventanas. Se conserva toda su decoración y los sarcófagos.
La decoración (basada en motivos cristianos) posee un importante simbolismo, presentando temas vegetales (evocando al paraíso) combinados con decoración geométrica y figurativa (mártires, apóstoles, ángeles, etc.). El ábside presenta una decoración de un cielo estrellado con ángeles en las esquinas. Los mosaicos contienen polvo de oro en la mezcla de vidrio. Esto se puede observar al mirar en cierto ángulo el techo.
El edificio —antiguamente el oratorio de la Iglesia de la Santa Cruz— contiene tres sarcófagos; el más grande de ellos se creía que era el de Gala Placidia, y que su cuerpo embalsamado se depositó aquí en posición sedente, vestida con el manto imperial; en 1577, sin embargo, el contenido del sarcófago se quemó accidentalmente. El sarcófago de la derecha se atribuye al emperador Valentiniano III o al hermano de Gala Placidia, el emperador Honorio. El de la izquierda se atribuye al esposo de Gala Placidia, el emperador Constancio III.

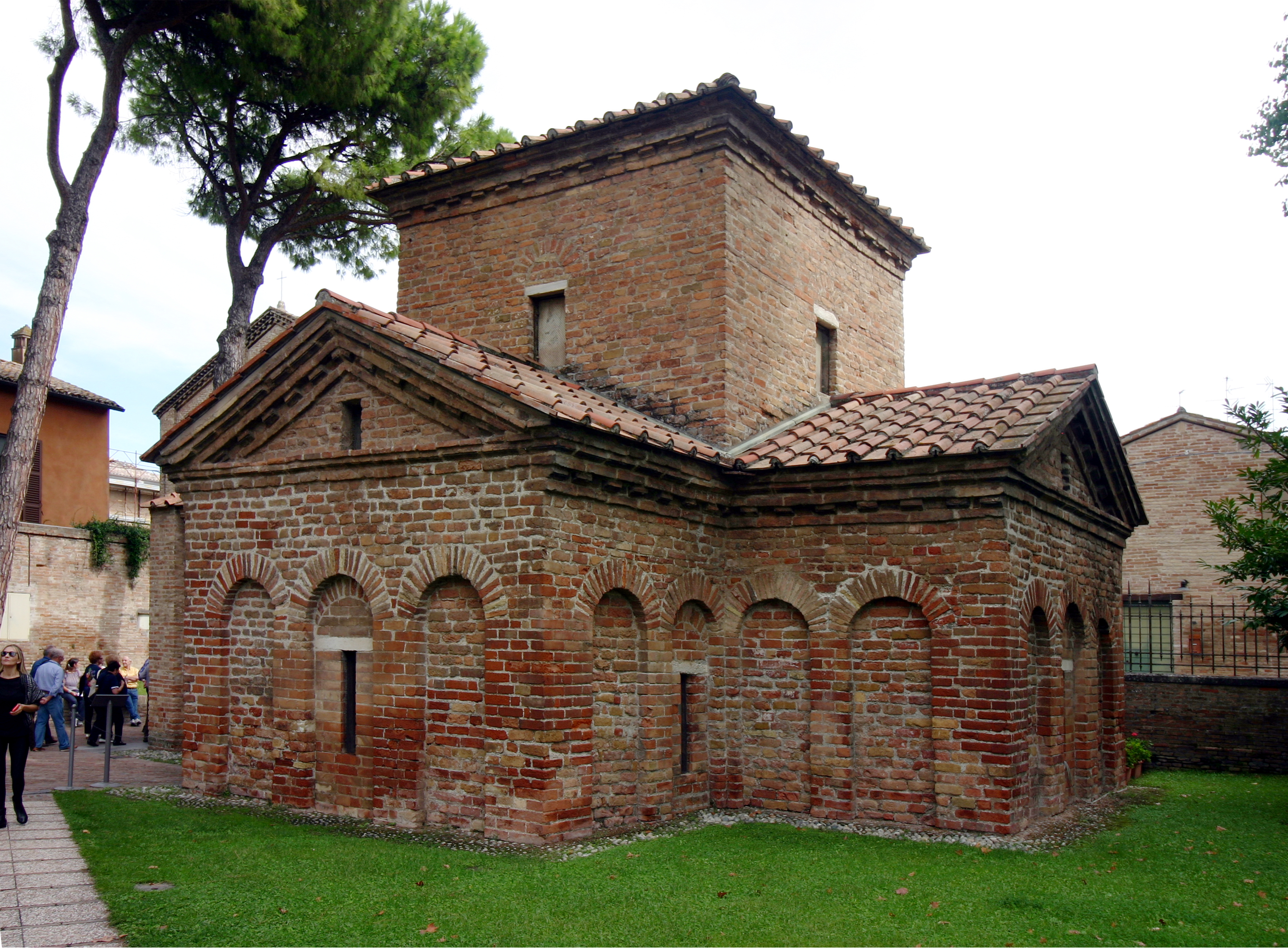
Exterior del mausoleo.
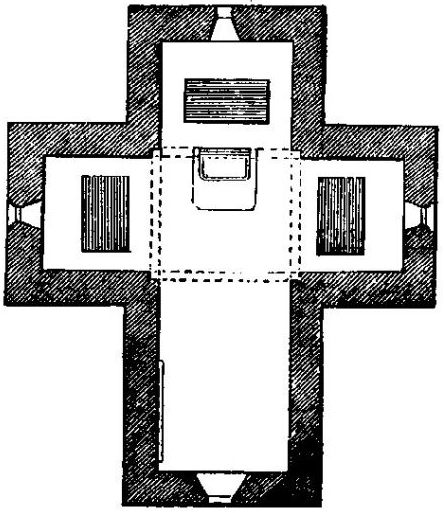
Planta del mausoleo.
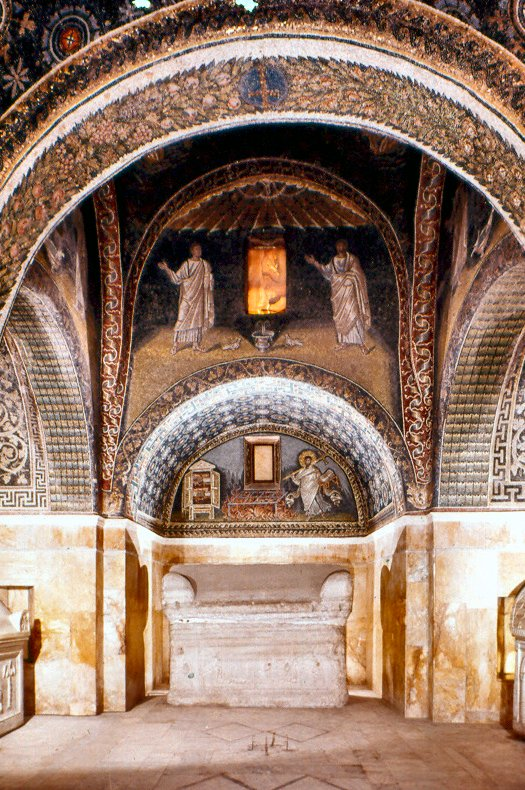
Interior del mausoleo.
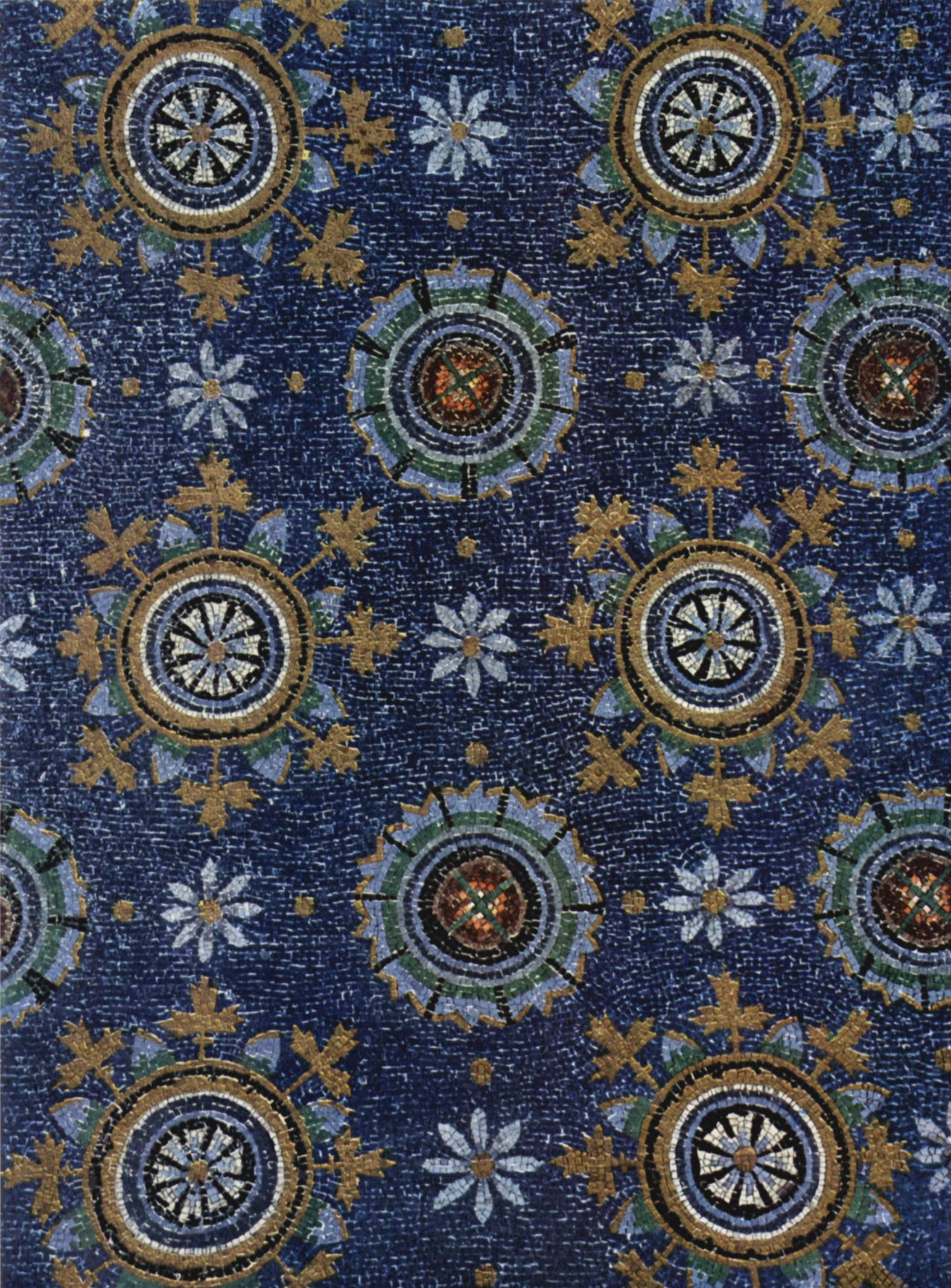
Mosaicos de la bóveda.
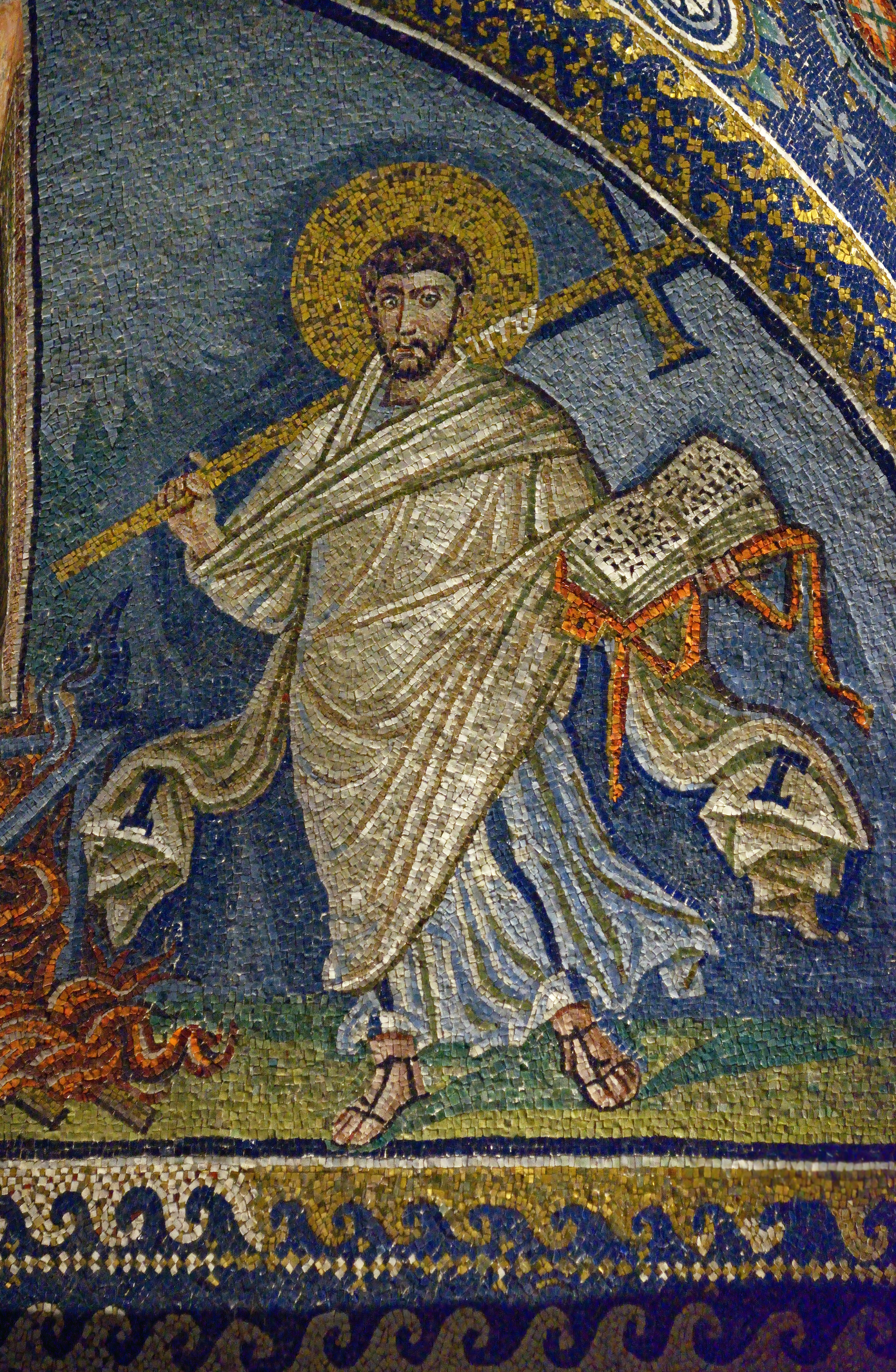
San Lorenzo